# Spezifizierte Komplexität
Spezifizierte Komplexität ist ein Konzept, das vom Intelligent Design-Befürworter William Dembski entwickelt wurde. Es soll eine Eigenschaft formalisieren, die bestimmte Muster als spezifiziert und komplex auszeichnen soll. Dembski behauptet, dass spezifizierte Komplexität ein verlässliches Anzeichen für Design durch einen intelligenten Akteur sei, ein zentraler Grundsatz für Intelligent Design. Dembski versucht damit, gegen die Evolutionstheorie zu argumentieren.
In Dembskis Begrifflichkeit kann ein spezifiziertes Muster knapp beschrieben werden, während ein komplexes Muster nur mit geringer Wahrscheinlichkeit durch Zufall entstehen kann. Dembski argumentiert, dass spezifizierte Komplexität unmöglich in durch ungeleitete Vorgänge erzeugten Mustern existieren kann. Daher, so Dembski, zeigt bei Lebewesen das Vorhandensein von spezifiziert komplexen Mustern, dass sie notwendigerweise ursprünglich auf irgendeine Form von Zweckmäßigkeit hin entworfen wurden, was nach seiner Argumentation auf Intelligenz hindeutet. Dembski behauptet weiter, dass man mit den No-free-lunch-Theoremen rigoros beweisen kann, dass evolutionäre Algorithmen unmöglich auf Konfigurationen von hoher spezifizierter Komplexität hin selektieren und sie deshalb nicht erzeugen können. Spezifizierte Komplexität wird von Dembski auch als komplex-spezifizierte Information (CSI) bezeichnet.
In der Literatur zu Intelligent Design wählt ein intelligenter Akteur zwischen verschiedenen vorhandenen Möglichkeiten und entwirft auf diese Weise die Lebensformen, mittels ausdrücklich nicht genannter Mittel und Methoden. Spezifizierte Komplexität soll nach Dembski ein 'explanatory filter' (Erklärungsfilter) sein, der durch das Anschlagen auf komplex-spezifizierte Information das Erkennen von 'Design' ermöglicht. Der Filter basiert auf der Annahme, dass die Kategorien Regelmäßigkeit, Zufall und Design, gemäß Dembski, disjunkt und vollständig sind. Komplex-spezifizierte Information soll ein Indikator für Design sein, weil es ein Anzeichen für eine intelligente Urheberschaft sein soll; es soll ein Indikator für die Umsetzung einer bestimmten von vielen konkurrierenden Möglichkeiten sein.
Das Konzept der spezifizierten Komplexität und die damit verbundenen Überlegungen werden weitläufig als nicht stichhaltig angesehen. Eine Untersuchung der Arbeit Dembskis bezeichnet sie als von Widersprüchen, Zweideutigkeiten, fehlerhafter Verwendung der Mathematik, schlechtem Wissenschaftshandwerk und Fehldeutung fremder Resultate gespickt. Ein anderer Einwand betrifft Dembskis Wahrscheinlichkeitsberechnungen. Nach Martin A. Nowak, einem Harvard-Professor der Mathematik und Evolutionsbiologie, kann man die Wahrscheinlichkeit der Entstehung eines Auges nicht berechnen, weil die Information für diese Berechnung nicht zur Verfügung steht. Zudem wird die Anwendung der spezifizierten Komplexität zur Folgerung von Design als Argumentum ad ignorantiam abgelehnt.

## Definition

### Ursprung bei Orgel
Der Begriff 'spezifizierte Komplexität' wurde ursprünglich vom Chemiker Leslie Orgel verwendet (forschte zum Ursprung des Lebens), um belebte von unbelebter Materie zu unterscheiden:

“In brief, living organisms are distinguished by their specified complexity.  Crystals are usually taken as the prototypes of simple well-specified structures, because they consist of a very large number of identical molecules packed together in a uniform way.  Lumps of granite or random mixtures of polymers are examples of structures that are complex but not specified.  The crystals fail to qualify as living because they lack complexity; the mixtures of polymers fail to qualify because they lack specificity.”

„Kurz gesagt zeichnen sich lebende Organismen durch ihre 'spezifizierte Komplexität' aus. Kristalle dienen gewöhnlich als die Prototypen einfacher wohlspezifizierter Strukturen, weil sie aus einer sehr großen Zahl identischer Moleküle bestehen, die auf eine gleichmäßige Art zusammengepackt sind. Granitbrocken oder zufällige Mischungen von Polymeren sind Beispiele von Strukturen, die komplex, aber nicht spezifiziert sind. Die Kristalle können nicht als lebendig gelten, weil ihnen Komplexität fehlt; die Polymergemische können nicht als lebendig gelten, weil ihnen Spezifität fehlt.“

Der Begriff wurde später vom Physiker Paul Davies auf ähnliche Weise verwendet:

„[L]ebende Organismen [sind] nicht wegen ihrer Komplexität an sich so geheimnisvoll, sondern wegen ihrer genau spezifizierten Komplexität. Wenn wir verstehen wollen, wie aus Nichtlebendem Lebendes werden konnte, müssen wir nicht nur wissen, wie biologische Information ihr heutiges, konzentriertes Format erlangt hat, sondern auch, wie biologisch nützliche Information in der vermutlich ganz zufälligen Mischung molekularer Bausteine, aus der die ersten Organismen gewachsen sind, so spezifisch werden konnte.“

### Dembski
Für Dembski ist die spezifizierte Komplexität eine Eigenschaft, die in Lebewesen beobachtet werden kann. Während jedoch Orgel den Begriff für etwas verwendet, das, in Darwins Theorie, durch (ungeleitete) Evolution entstehen soll, benutzt Dembski es für etwas, das, nach seiner eigenen These, nicht durch ungerichtete Evolution entstehen kann – und folgert, dass man deshalb damit auf intelligentes Design schließen kann. Während Orgel das Konzept in qualitativer Weise verwendet hat, beabsichtigt Dembski eine quantitative Verwendung. Dembskis Benutzung des Konzepts findet sich zum ersten Mal in seinem Buch The Design Inference (1998). Spezifizierte Komplexität bildet die Grundlage seines Intelligent-Design-Ansatzes, jedes seiner weiteren Bücher beschäftigt sich maßgeblich mit dem Konzept. Aus seiner Sicht: Wenn es einen Weg gibt, Design zu erkennen, dann ist es spezifizierte Komplexität.
Nach Dembski ist spezifizierte Komplexität dann in einer Konfiguration vorhanden, wenn sie durch ein Muster beschrieben werden kann, das eine große Menge von unabhängig spezifizierter Information zeigt und gleichzeitig komplex ist, was er als niedrige Wahrscheinlichkeit des Vorkommens des Musters definiert. Als Beispiele, um sein Konzept zu demonstrieren, nennt er den Buchstaben A als spezifiziert, aber nicht komplex. Eine lange Sequenz zufälliger Buchstaben sei komplex, aber nicht spezifiziert. Ein Sonett Shakespeares soll gleichzeitig komplex und spezifiziert sein.
In seinen frühen Schriften definiert Dembski die komplex-spezifizierte Information (CSI) als in einem spezifizierten Ereignis mit einer Wahrscheinlichkeit von kleiner als {\displaystyle 1:10^{150}} vorhanden. Er nennt das die universelle Wahrscheinlichkeitsschranke. In diesem Kontext soll "spezifiziert" das bedeuten, was er später "pre-specified" (vorspezifiziert) nennt, etwas, das spezifiziert ist, bevor Information über den Ausgang bekannt ist. Der Wert der universellen Wahrscheinlichkeitsschranke entspricht dem Inversen der von Dembski berechneten Obergrenze der vollständigen Anzahl an möglichen spezifizierten Ereignissen in der kosmischen Geschichte.  Alles unterhalb dieser Schranke soll CSI enthalten. Die Begriffe 'spezifizierte Komplexität' und 'komplex-spezifizierte Information' werden gleichwertig verwendet. In jüngeren Schriften hat Dembski die universelle Wahrscheinlichkeitsschranke neu definiert, unter Bezugnahme auf eine weitere Zahl, welche der vollständigen Anzahl der Bit-Operationen entspricht, die möglicherweise in der gesamten Geschichte des Universums ausgeführt werden konnten.
Nach Dembski existiert CSI in verschiedenen Merkmalen der Lebewesen, wie der DNA und anderen funktionalen biologischen Molekülen. Er argumentiert, dass sie nicht ausschließlich durch bekannte natürlichen Mechanismen der Gesetze der Physik und des Zufalls oder einer Kombination davon entstehen kann. Das soll so sein, weil durch Gesetzmäßigkeiten Information nur hin- und hergeschoben werden oder verloren gehen könnte, sie aber in seinen Augen nicht erzeugt werden kann, und weil durch Zufall nur komplexe unspezifizierte Information entstehen kann, aber keine CSI. Er bietet eine mathematische Analyse, die zeigen soll, dass auch Gesetz und Zufall zusammen keine CSI generieren können. Dazu soll CSI holistisch sein, das Ganze mehr als die Summe seiner Teile, und dies soll die darwinsche Evolution als ihre mögliche Quelle effektiv ausschließen. Dembski vertritt den Standpunkt, dass durch das Ausschlussverfahren CSI am besten durch Intelligenz erklärt werden kann, und daher ein zuverlässiges Indiz für Design sein soll.

## Informationserhaltung
Dembski schickt ein Gesetz zur Informationserhaltung (law of conservation of information) ins Feld:

“This strong proscriptive claim, that natural causes can only transmit CSI but never originate it, I call the Law of Conservation of Information. Immediate corollaries of the proposed law are the following: 1. The specified complexity in a closed system of natural causes remains constant or decreases. 2. The specified complexity cannot be generated spontaneously, originate endogenously or organize itself (as these terms are used in origins-of-life research). 3. The specified complexity in a closed system of natural causes either has been in the system eternally or was at some point added exogenously (implying that the system, though now closed, was not always closed). 4. In particular any closed system of natural causes that is also of finite duration received whatever specified complexity  it contains before it became a closed system.”

„Diese stark einschränkende Behauptung, dass natürliche Ursachen CSI nie entstehen lassen, sondern nur übertragen können, nenne ich das Informationserhaltungsgesetz. Direkte Folgerungen aus dem Gesetz sind: 1. Die spezifizierte Komplexität in einem geschlossenen System bleibt konstant oder nimmt ab. 2. Die spezifizierte Komplexität kann nicht spontan oder endogen entstehen und sich nicht selbst organisieren (wie diese Begriffe in der Ursprungsforschung verwendet werden). 3. Die spezifizierte Komplexität in einem geschlossenen System, auf das nur natürliche Vorgänge wirken, war entweder schon immer vorhanden oder wurde zu einem Zeitpunkt von Außerhalb eingebracht (woraus folgt, dass das System, obwohl aktuell geschlossen, nicht immer geschlossen war). 4. Insbesondere jedes geschlossene System von endlicher Fortdauer, auf das nur natürliche Vorgänge wirken, hat jegliche spezifizierte Komplexität erhalten, bevor es zum geschlossenen System wurde.“

Ein Aufsatz führt eine sorgfältige Analyse von Dembskis Informationserhaltungsgesetz durch. Sein Autor schließt, dass es mathematisch haltlos ist.
Dembski nimmt zur Kenntnis, dass der Begriff "Law of Conservation of Information" bereits zuvor von Peter Medawar in seinem Buch The Limits of Science (1984) verwendet wurde, um die schwächere Behauptung zu beschreiben, dass deterministische Gesetze keine neue Information erzeugen können. Die tatsächliche Gültigkeit und Brauchbarkeit von Dembskis vorgeschlagenem Gesetz bleibt zweifelhaft, es wird in der Wissenschaftsliteratur weder zitiert noch diskutiert.

## Spezifiziertheit
In einem Aufsatz jüngeren Datums bietet Dembski eine – wie er meint – einfachere und sich näher am Fisher-Test orientierende Darstellung. Dembski schlägt vor, den Design-Schluss als statistischen Test aufzufassen, der eine Zufallshypothese {\displaystyle \mathrm {P} } in einem Ergebnisraum {\displaystyle \Omega } zurückweist.
Dembskis vorgeschlagener Test basiert auf der Kolmogorow-Komplexität eines Musters {\displaystyle T}, das bei einem eingetretenen Ereignis {\displaystyle E} vorhanden ist. Mathematisch ist {\displaystyle E} eine Untermenge von {\displaystyle \Omega }, das Muster {\displaystyle T} bestimmt eine Menge von Ergebnissen in {\displaystyle \Omega } und {\displaystyle E} ist eine Untermenge von {\displaystyle T}. Dembski schreibt

“Thus, the event {\displaystyle E} might be a die toss that lands six and {\displaystyle T} might be the composite event consisting of all die tosses that land on an even face.”

„Daher könnte das Ereignis {\displaystyle E} der Wurf eines Würfels sein, der sechs zeigt, und {\displaystyle T} könnte das zusammengesetzte Ereignis aller Würfe sein, die auf einer geraden Zahl landen.“

Die Kolmogorow-Komplexität bietet einen Grad der Berechnungskapazitäten, die zur Spezifizierung eines Musters (zum Beispiel einer DNA-Sequenz oder einer Folge von Buchstaben des Alphabets) nötig sind. Für ein Muster {\displaystyle T} gibt es eine Anzahl von Mustern, welche die gleiche oder kleinere Kolmogorov-Komplexität haben. Die Anzahl solcher Muster wird mit {\displaystyle \phi (T)} bezeichnet. {\displaystyle \phi (T)} bildet daher eine Hierarchie über den Mustern, von den einfachsten hin zu den komplexesten. Als Beispiel behauptet Dembski, für ein Muster {\displaystyle T}, welches die Geißel einer Bakterie beschreibt, eine obere Grenze von {\displaystyle \phi (T)\leq 10^{20}} zu erhalten.
Dembski definiert die spezifizierte Komplexität eines Musters {\displaystyle T} unter der Zufallshypothese {\displaystyle \mathrm {P} } als
{\displaystyle \sigma =-\log _{2}[R\times \varphi (T)\times \operatorname {P} (T)],}
wobei {\displaystyle \mathrm {P} (T)} die Wahrscheinlichkeit der Beobachtung des Musters {\displaystyle T} und {\displaystyle R} die Anzahl der "replicational resources" (Reproduktionskapazitäten) ist, die "witnessing agents" (Augenzeugenakteuren) zur Verfügung steht. {\displaystyle R} lässt sich ungefähr mit dem wiederholten Versuch vergleichen, ein Muster herzustellen und wahrzunehmen. Dembski behauptet, dass {\displaystyle R} mit {\displaystyle 10^{120}} beschränkt werden kann. Diese Zahl ist in seinen Augen durch Resultate von Seth Lloyd gerechtfertigt, worin jener festsetzt, dass die Anzahl der elementaren Logikoperationen, welche über die volle Geschichte des Universums hinweg ausgeführt werden konnten, {\displaystyle 10^{120}} Operationen auf {\displaystyle 10^{90}} Bits nicht überschreitet.
Dembskis zentrale Behauptung ist, dass der folgende Test benutzt werden kann, um für eine Konfiguration auf Design zu schließen: Es gibt ein Zielmuster {\displaystyle T}, das auf die Konfiguration passt und dessen spezifizierte Komplexität größer als 1 ist. Diese Bedingung kann auch durch die Ungleichung
{\displaystyle 10^{120}\times \varphi (T)\times \operatorname {P} (T)<{\frac {1}{2}}}
beschrieben werden.

### Dembskis Erklärung

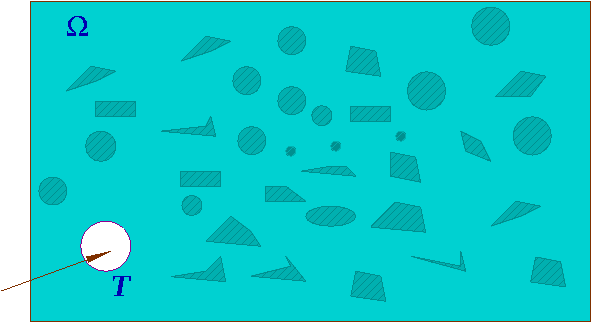
Mögliche Ziele mit Position in der Komplexitätshierarchie und Wahrscheinlichkeit, welche die des verwirklichten Ziels nicht überschreiten. Wahrscheinlichkeit der Vereinigungsmenge überschreitet nicht

Dembskis Ausdruck {\displaystyle \sigma } hat keinen Bezug zu einem bekannten Konzept aus der Informationstheorie, obwohl er behauptet, die Relevanz wie folgt rechtfertigen zu können: Ein intelligenter Akteur {\displaystyle \mathrm {S} } beobachtet ein Ereignis {\displaystyle E} und teilt es einer Referenzklasse von Ereignissen {\displaystyle \Omega } zu. Innerhalb dieser Referenzklasse erwägt er es als die Spezifikation {\displaystyle T} erfüllend. Dann soll die Anzahl {\displaystyle \phi (T)\times \mathrm {P} (T)} betrachtet werden (wo {\displaystyle \mathrm {P} } die "Zufalls"hypothese ist):

“Think of {\displaystyle \mathrm {S} } as trying to determine whether an archer, who has just shot an arrow at a large wall, happened to hit a tiny target on that wall by chance. The arrow, let us say, is indeed sticking squarely in this tiny target. The problem, however, is that there are lots of other tiny targets on the wall.  Once all those other targets are factored in, is it still unlikely that the archer could have hit any of them by chance? In addition, we need to factor in what I call the replicational resources associated with {\displaystyle \mathrm {T} }, that is, all the opportunities to bring about an event of {\displaystyle \mathrm {T} }'s descriptive complexity and improbability by multiple agents witnessing multiple events.”

„Man muss sich {\displaystyle \mathrm {S} } so vorstellen, als ob man versucht herauszufinden, ob ein Bogenschütze, der grade einen Pfeil auf eine große Wand geschossen hat, durch Zufall ein winziges Ziel auf dieser Wand getroffen hat. Sobald all die anderen Ziele in die Rechnung einbezogen wurden, ist es immer noch unwahrscheinlich, dass der Bogenschütze irgendeines der Ziele durch Zufall getroffen hat? Zusätzlich müssen wir das mit einbeziehen, was ich als die mit {\displaystyle \mathrm {T} } verbundenen Reproduktionskapazitäten bezeichne, sozusagen alle Gelegenheiten, dass ein Ereignis der beschreibenden Komplexität und Unwahrscheinlichkeit von {\displaystyle \mathrm {T} } von mehreren Akteuren, die mehrere Ereignisse wahrnehmen, verursacht wird.“

Nach Dembski können die Replikationskapazitäten durch die maximale Anzahl der Bit-Operationen beschränkt werden, welche das bekannte, wahrnehmbare Universum durch seine gesamte mehrere Milliarden Jahre alte Geschichte durchgeführt haben könnte, gemäß Lloyd {\displaystyle 10^{120}}. Solche Abschätzungen haben zu dem Missverständnis geführt, dass Intelligent Design eine mildere Form des Kreationismus sei, die ein höheres Erdalter akzeptieren würde. Dembski versucht jedoch lediglich, eine stärkere Behauptung schlusszufolgern, so dass sie zwar auch für die Annahme eines Erdalters von Milliarden Jahren gelten soll, erst recht aber für die Annahme von ca. 10.000 Jahren, weil dort die Replikationskapazitäten viel niedriger sind.
Nach Elsberry und Shallit wurde jedoch die spezifizierte Komplexität nie formal in einer anerkannten, von Gutachtern gegengeprüften mathematischen Fachzeitschrift veröffentlicht und wurde ihres Wissens auch in der Informationstheorie von keinem Wissenschaftler übernommen.

### Berechnung
Bislang hat Dembski nur einen Versuch unternommen, die spezifizierte Komplexität einer in der Natur vorkommenden biologischen Struktur zu berechnen – die Bakteriengeißel des E. coli – in seinem Buch No Free Lunch. Diese Struktur kann demnach durch das Muster eines "bidirectional rotary motor-driven propeller" (bidirektionaler rotierender motorbetriebener Propeller) beschrieben werden. Dembski schätzt, dass es höchstens {\displaystyle 10^{20}} Muster gibt, welche von vier oder weniger Konzepten beschrieben werden, so dass sein Test für Design anschlagen wird, wenn
{\displaystyle \operatorname {P} (T)<{\frac {1}{2}}\times 10^{-140}.}
Jedoch sagt Dembski, dass die genaue Berechnung der relevanten Wahrscheinlichkeit noch zu erledigen ist (“has yet to be done”), obwohl er auch behauptet, dass einige Methoden zur Berechnung dieser Wahrscheinlichkeiten bereits verfügbar sind (“are now in place”).
Diese Methoden nehmen an, dass alle Bestandteile der Geißel vollständig durch Zufall erzeugt wurden, ein Szenario, das Biologen nicht ernsthaft in Erwägung ziehen. Er rechtfertigt diesen Ansatz unter Berufung auf Michael Behes Konzept der nichtreduzierbaren Komplexität (IC), was ihn zur Annahme führt, dass die Geißel nicht das Ergebnis eines allmählichen und schrittweisen Vorgangs sein kann. Die Gültigkeit von Dembskis spezieller Überlegung steht und fällt daher vollständig mit Behes IC-Konzept. Es ist potentiell durch alle Angriffsversuche auf dieses Konzept verwundbar, von denen es viele gibt.
Um zur Obergrenze von {\displaystyle 10^{20}} Mustern zu gelangen, betrachtet Dembski ein Spezifikationsmuster für die Geißel, welche durch das (natürlichsprachliche) Prädikat "bidirectional rotary motor-driven propeller" definiert wird und das er betrachtet als bestimmt durch vier unabhängig voneinander ausgewählte Grundkonzepte. Er nimmt außerdem an, dass die englische Sprache das Vermögen besitzt, höchstens {\displaystyle 10^{5}} Grundkonzepte auszudrücken (eine Obergrenze der Größe eines Wörterbuchs).  Dembski behauptet, dass man die ungefähre Obergrenze von
{\displaystyle 10^{20}=10^{5}\times 10^{5}\times 10^{5}\times 10^{5}}
für die Menge der von vier oder weniger Grundkonzepten beschriebenen Muster erhalten kann.
Vom Standpunkt der Kolmogorov-Komplexitätstheorie ist diese Berechnung fragwürdig. Nach Ellsberry und Shallit scheint die natürlichsprachliche Spezifikation ohne Einschränkungen, wie sie Dembski stillschweigend zulässt, problematisch, da sie unter anderem zum Berry-Paradoxon führt. Nach den beiden Autoren spricht für sich nichts gegen eine natürlichsprachliche Spezifikation, wenn es einen klaren Weg gäbe, sie in Dembskis formales Rahmenwerk zu übertragen. Dazu fehlte jedoch eine präzise Bestimmung des Ereignisraums {\displaystyle \Omega }.

## Kritik
Die Stichhaltigkeit von Dembskis Konzept der spezifizierten Komplexität und die Gültigkeit der Argumente, die er mit diesem Konzept macht, werden weitgehend stark in Zweifel gezogen. Eine häufig verwendete Kritik (siehe Elsberry und Shallit) ist, dass Dembski die Begriffe "complexity" (Komplexität), "information" und "improbability" (Unwahrscheinlichkeit) benutzt, als ob sie austauschbar wären. Sie messen jedoch Eigenschaften von Dingen unterschiedlichen Typs: Komplexitätsmaße geben an, wie schwer es ist, ein Objekt (zum Beispiel eine Bitfolge) zu beschreiben, Information bestimmt, wie zufällig eine Wahrscheinlichkeitsverteilung ist und Unwahrscheinlichkeit gibt an, wie unwahrscheinlich ein Ereignis relativ zu einer Wahrscheinlichkeitsverteilung ist.
Wenn Dembskis mathematische Behauptungen über die spezifizierte Komplexität so interpretiert werden, dass sie einigermaßen sinnvoll sind und den handwerklichen Minimalstandards der Mathematik entsprechen, dann stellen sie sich normalerweise als falsch heraus. Dembski weicht diesen Kritiken oft aus, indem er antwortet, dass es nicht seine Aufgabe sei, rigorose mathematische Beweise dafür zu liefern, dass materielle Mechanismen keine spezifizierte Komplexität erzeugen können. Trotzdem behauptet er, dass er seine These mathematisch beweisen kann:

“In this section I will present an in-principle mathematical argument for why natural causes are incapable of generating complex specified information.”

„In diesem Abschnitt werde ich ein im Grundsatz mathematisches Argument dafür vorstellen, warum natürliche Ursachen komplex-spezifizierte Information nicht erzeugen können.“

Andere haben auf Seite 297 von No Free Lunch einen entscheidenden Berechnungsfehler aufgezeigt, mit einer Abweichung um den ungefähren Faktor {\displaystyle 10^{65}}.
Dembskis Berechnungen zeigen, dass für eine einfache glatte Funktion (wie {\displaystyle y=x^{2}}) keine Zunahme an Information möglich ist. Er folgert daraus, dass es einen Designer geben muss, damit CSI entstehen kann. Jedoch kennzeichnet sich die natürliche Selektion durch Verzweigung von einem Individuum zu vielen (Reproduktion), gefolgt vom Reduzieren der vielen zurück auf wenige (Selektion). Diese zu- und abnehmenden Abbildungen werden von Dembski überhaupt nicht modelliert. In anderen Worten, Dembskis Berechnungen ziehen Geburt und Tod nicht in Betracht. Dieser fundamentale Fehler jedoch macht alle nachfolgenden Berechnungen und Überlegungen in No Free Lunch irrelevant, da sein grundsätzliches Modell die Realität nicht widerspiegelt. Da die Grundlage von No Free Lunch auf diesem fehlerhaften Argument basiert, bricht die gesamte These seines Buchs vollständig zusammen.
Dembskis Kritiker bemerken, dass spezifizierte Komplexität, wie sie ursprünglich von Leslie Orgel definiert wurde, genau das ist, was man bei darwinischer Evolution zu entstehen erwarten würde. Dazu wird eine ganze Reihe von Argumenten hervorgebracht, die einzelne Denkfehler selbst unter der Annahme aufzeigen, dass der Rest der Arbeit grundsätzlich korrekt wäre. So wird betont, dass Dembski den Begriff 'komplex' für das verwendet, was man normalerweise als 'absurd unwahrscheinlich' bezeichnen würde. Weiterhin wird vorgebracht, dass das Argument eine Tautologie ist: CSI kann nicht entstehen, weil Dembski es so definiert hat. Um die Existenz von CSI zu demonstrieren, wäre es daher notwendig, zu zeigen, dass einige biologische Merkmale unzweifelhaft eine extrem niedrige Wahrscheinlichkeit der Entstehung durch jegliche Kombination von jeglichen natürlichen Vorgängen aufweisen würden, etwas, das Dembski nicht ernsthaft versucht. Solche Berechnungen hängen ab von der genauen Einschätzung der verschiedenen beitragenden Wahrscheinlichkeiten, deren Bestimmung oftmals notwendigerweise subjektiv ist. Daher kann CSI auch prinzipiell höchstens eine scheinbar sehr hohe Wahrscheinlichkeit liefern, aber nie eine Sicherheit.
Ein anderer Kritikpunkt betrifft das Problem der beliebigen, aber spezifizierten Ergebnisse. Zum Beispiel ist es unwahrscheinlich, dass irgendeine gegebene Person eine Lotterie gewinnt, aber trotzdem gibt es regelmäßig Gewinner. Zu argumentieren, dass es sehr unwahrscheinlich ist, dass irgendein bestimmter Spieler gewinnen würde, ist nicht das gleiche, wie zu beweisen, dass mit der gleichen Wahrscheinlichkeit überhaupt niemand gewinnt. Ähnlich wurde der Einwand gebracht, dass ein Raum von Möglichkeiten lediglich erforscht wird, und die Menschen, als mustersuchende Tiere, lediglich im Nachhinein Muster, und damit Zweck, hineininterpretieren. Eine weitere Kritik betrifft die oftmals redundante Information im Genom, was seinen Informationsgehalt viel geringer macht als die Anzahl der verwendeten Basenpaare.
Neben solchen theoretischen Abwägungen zitieren Kritiker Berichte der Art von spontaner Generierung ("spontaneous generation"), von der Dembski behauptet, dass ihr natürliches Auftreten zu unwahrscheinlich ist. Zum Beispiel behauptete B.G. Hall 1982, gezeigt zu haben, dass, nach der Entfernung eines Gens zur Verdauung von Zucker aus entsprechenden bestimmten Bakterien, sich sehr schnell neue Zucker-verdauende Enzyme herausbildeten und die entfernten ersetzten, sobald man sie auf einem zuckerreichen Medium aufzog.